# Олиб (Задар)
Олиб (хорв. Olib) — населений пункт у Хорватії, у Задарській жупанії у складі міста Задар.

## Населення
Населення за даними перепису 2011 року становило 140 осіб.
Динаміка чисельності населення поселення:

## Клімат
Середня річна температура становить 15,62 °C, середня максимальна – 27,19 °C, а середня мінімальна – 4,19 °C. Середня річна кількість опадів – 897 мм.
| Клімат поселення                              | Клімат поселення | Клімат поселення | Клімат поселення | Клімат поселення | Клімат поселення | Клімат поселення | Клімат поселення | Клімат поселення | Клімат поселення | Клімат поселення | Клімат поселення | Клімат поселення | Клімат поселення |
| Показник                                      | Січ.             | Лют.             | Бер.             | Квіт.            | Трав.            | Черв.            | Лип.             | Серп.            | Вер.             | Жовт.            | Лист.            | Груд.            |                  |
| Середній максимум, °C                         | 11,62            | 11,78            | 13,89            | 16,80            | 21,74            | 26,08            | 27,19            | 26,98            | 22,64            | 19,11            | 14,68            | 11,69            |                  |
| Середня температура, °C                       | 7,91             | 8,08             | 10,15            | 13,07            | 18,02            | 22,38            | 24,78            | 24,56            | 20,23            | 16,69            | 12,25            | 9,24             |                  |
| Середній мінімум, °C                          | 4,19             | 4,37             | 6,46             | 9,37             | 14,32            | 18,65            | 22,37            | 22,15            | 17,78            | 14,27            | 9,82             | 6,84             |                  |
| Норма опадів, мм                              | 76               | 63               | 63               | 65               | 63               | 59               | 33               | 54               | 102              | 113              | 112              | 94               |                  |
| Середньомісячна швидкість вітру, м/с          | 2.96             | 3.10             | 3.25             | 3.08             | 2.70             | 2.53             | 2.53             | 2.47             | 2.63             | 2.81             | 3.36             | 3.20             |                  |
| Середньомісячна сонячна радіація, кДж/м²·день | 4804             | 7611             | 11227            | 16075            | 20511            | 22529            | 24237            | 20866            | 15247            | 9783             | 5318             | 4087             |                  |
| --------------------------------------------- | ---------------- | ---------------- | ---------------- | ---------------- | ---------------- | ---------------- | ---------------- | ---------------- | ---------------- | ---------------- | ---------------- | ---------------- | ---------------- |
| Джерело:                                      |                  |                  |                  |                  |                  |                  |                  |                  |                  |                  |                  |                  |                  |